# Cobb (Virginia Occidental)
Cobb es un área no incorporada ubicada dentro del Distrito Oeste, una división civil menor del condado de Greenbrier, Virginia Occidental, Estados Unidos. Está catalogada como un asentamiento humano por la Junta de Nombres Geográficos de los Estados Unidos.
El número de identificación (ID) asignado por el Servicio Geológico de Estados Unidos es 1550748.

## Geografía
Se encuentra a una altitud de 996 metros sobre el nivel del mar (3268 pies) según el conjunto de datos de elevación nacional.